# Liste von Streichquartett-Ensembles
Die Liste von Streichquartett-Ensembles führt bestehende und ehemalige Streichquartett-Ensembles auf. Die Liste ist nicht vollständig. Gründe für die Aufnahme in die Liste können sein:
- eine besondere historische Tradition,
- vom Ensemble eingespielte und allgemein erhältliche Tonträgeraufnahmen,
- mehrfache Beteiligung an überregionalen Fernseh- oder Radiosendungen,
- die erfolgreiche Teilnahme an einem bedeutenden Wettbewerb,
- regelmäßige überregionale Auftritte,
- überdurchschnittlich viele regionale Auftritte oder
- regelmäßige Presseberichterstattung in überregionalen, renommierten Medien.

## A
- Acies-Quartett (Kärnten)[1]
- Adamas Quartett (Wien)[2]
- Aeolian String Quartet (London)
- Alban Berg Quartett (Wien)
- Allegri String Quartet (London)
- Amadeus-Quartett (London)
- Amar-Quartett (Zürich)
- Amaryllis Quartett[3]
- Amati Quartett (Zürich)
- Apollon Musagète Quartett (Wien)
- Arcato Quartett (Leipzig)
- Arcanto Quartett (Berlin)
- Arditti String Quartet (London)
- Aris Quartett (Frankfurt am Main)
- Armida Quartett
- Artemis-Quartett (Berlin)
- Artis-Quartett (Wien)
- Asasello Quartett (Köln)
- Atalante Quartett (Linz)[4]
- Atom String Quartet (Polen)
- Atrium String Quartet (Berlin & St Petersburg)
- Aura Quartett
- Auryn Quartett (Köln)

## B
- Bamberger Streichquartett (Bamberg)
- Barchet-Quartett (Stuttgart)
- Basler Streichquartett (Basel)
- Beethoven-Quartett (Moskau)
- BeethovenQuartett (Basel)
- Belcea Quartet (London)
- Bennewitz-Quartett (Prag)[5]
- Borodin Quartet (Moskau)
- Bregaglia-Quartett
- Brentano String Quartet (New York)
- Brodsky Quartet (Cambridge)
- Brüsseler Streichquartett
- Buchberger Quartett (Primarius: Hubert Buchberger)
- Budapest Quartet
- Busch-Quartett

## C
- C-Jam (Estland)
- Carmina Quartett (Zürich)
- Casal-Quartett (Zürich)
- Castalian Quartet (London)
- Cherubini-Quartett (Düsseldorf, 1978–1997)
- Chiaroscuro Quartet  (London)
- Chilingirian Quartet (London)
- Cleveland Quartet (Cleveland)
- Concord String Quartet (New York)
- Coriolis Quartet (Bergen, Norway)
- Cuarteto Casals (Barcelona)
- Cuarteto Quiroga (Madrid)
- Čiurlionis-Streichquartett (Vilnius)

## D
- Dansk Kvartet, Dänisches Streichquartett (Kopenhagen)
- Diogenes Quartett (München)
- Doric String Quartet
- Dover Quartet
- Drolc-Quartett (Berlin)
- Dudok Quartet Amsterdam

## E
- Elias String Quartet (London)
- Eliot Quartett (Deutschland)
- Emerson String Quartet (New York)
- Endellion String Quartet (London)
- Engegård Quartett (Oslo)

## F
- Fanny Mendelssohn Quartett (München)
- Fine Arts Quartet (Chicago)
- Fortuna-Quartett  (Berlin)
- Franz Schubert Quartett (Wien)

## G
- Gabrieli String Quartet (London)
- Galatea Quartett (Zürich)
- Gémeaux Quartett (Basel)
- Gewandhaus-Quartett (Leipzig)
- Goldmund Quartett (München)
- Gringolts Quartet (Zürich)
- Guarneri String Quartet (New York)

## H
- Hagen-Quartett (Salzburg)
- Hamann-Quartett (Hamburg)
- Havemann-Quartett (Berlin)
- Haydn Quartett Wien (Wien/Eisenstadt)
- Heine-Quartett (Deutschland)
- Hellmesberger-Quartett (Wien)
- Henschel Quartett (München)
- Heutling Quartett (Hannover)
- Hollywood String Quartet
- Hugo-Wolf-Quartett
- Hungarian String Quartet

## J
- Jade-Quartett (Stuttgart)
- Janáček-Quartett
- Jerusalem Quartet
- Joachim-Quartett
- Juilliard String Quartet

## K
- Kairos Quartett (Berlin)
- Keller-Quartett (Budapest)
- Keller-Quartett (München)
- Klenke-Quartett
- Klingler-Quartett
- Kodály Quartet
- Koeckert-Quartett
- Kolisch-Quartett
- Kopelman Quartett
- Kreuzberger Streichquartett (Berlin)
- Kronos Quartet
- Kuss-Quartett
- Kuijken String Quartet (Belgien)

## L
- LaSalle String Quartet
- Leipziger Streichquartett
- Leopolder-Quartett (München)
- Lichtenberg Quartett
- Lindsay String Quartet (London)
- Liphardt-Quartett (Dorpat)
- London String Quartet

## M
- Märkl-Quartett (Köln, 1968–1991)
- Maggini Quartet (London)
- Mandelring Quartett (Neustadt a. d. Weinstraße)
- Mannheimer Streichquartett (1975)
- Melos-Quartett (Stuttgart, 1965–2005)
- Meccorre String Quartett (Polen)
- Michaelis-Quartett (1912–1944)
- Minetti Quartett (Wien)
- Minguet Quartett (Köln)
- Modern String Quartet (München)
- Mondriaan-Quartett (Niederlande)
- Mozart Quartett Salzburg (Österreich)
- Gebrüder Müller (Braunschweig, 1830–1855, 1873)
- Mizar Quartett (Hamburg, Hannover)

## N
- Nathan Quartett (Hamburg)
- Nexus-Quartett Wien (Wien)
- Nomos-Quartett (Hannover)
- Novalis Quartett (München)

## O
- Oslo String Quartet (Norwegen)

## P
- Panocha Quartet (Tschechien)
- Quatuor Parrenin (Frankreich)
- Pavel Haas Quartet (Tschechien)
- Petersen-Quartett (Berlin, 1979–2009)
- Pellegrini-Quartett (Freiburg)
- Petri-Quartett (Dresden)
- Philharmonia Quartett Berlin (Berlin, 1985–2019)
- Prager Streichquartett (Prag)
- Pražák-Quartett (Prag)
- Pro Arte Quartet

## Q
- Quartetto Aglàia (Mailand)
- Quartet Berlin-Tokyo (Germany)
- Quartetto di Cremona (Cremona)
- Quartetto Esterházy (Amsterdam)
- Quartetto Italiano
- Quatuor Arod
- Quatuor Calvet (Paris)
- Quatuor Capet (Paris)
- Quatuor Danel (Brüssel)
- Quatuor Ébène
- Quatuor Festetics (Ungarn; historische Instrumente)
- Quartetto Guadagnini
- Quatuor Hanson
- Quatuor Hermès
- Quatuor Mosaïques (historische Instrumente)
- Quatuor Parisii
- Quatuor Stanislas (Nancy)
- Quatuor Terpsycordes (Genf)
- Quatuor Tchalik (Frankreich)
- Quatuor Zaïde (Frankreich)
- Quartetto di Venezia (Venedig)

## R
- Razumovsky-Quartett (Wien)
- Rodin-Quartett (München)
- Rosamunde Quartett (München)
- Rosé-Quartett (Wien 1882–1936, London 1939–1945)
- Royal String Quartet

## S
- Salomon Quartet
- Sarastro Quartett (Winterthur)
- Schumann Quartett
- Schuppanzigh-Quartett (Wien, historisch)
- Schuppanzigh-Quartett (Köln)
- Schwalbé-Quartett (Primarius: Michel Schwalbé)
- Shostakovich String Quartet (Moskau)
- Signum Quartett (Köln)
- Silesian String Quartet (Polen)
- Smetana-Quartett
- Sonare-Quartett (Berlin)
- Sorrel Quartet (Großbritannien)
- Soweto String Quartet (Johannesburg, Südafrika)
- Staatliches Georgisches Streichquartett
- Stamic-Quartett
- Steude Quartett (Wiener Philharmoniker)
- St.Petersburg String Quartet
- Stradivari Quartett (Schweiz)
- Strauß-Quartett (Schweiz, NRW)
- Stross-Quartett (Köln 1922–1931, München 1934–1966)
- Strub-Quartett (Berlin 1929–1945, Detmold 1945–1965)
- Suk-Quartett (Tschechien)
- Suske-Quartett (Berlin/DDR)
- Szymanowski Quartett (Hannover)

## T
- Takács-Quartett
- Talich-Quartett
- Tanejew-Quartett (Leningrad)
- Tátrai-Quartett (Ungarn)
- The Revolutionary Drawing Room (historische Instrumente)
- Tokyo String Quartet
- Trio di Parma

## U
- Urania Quartett (Graz)
- Ulbrich-Quartett (Dresden)

## V
- Végh-Quartett (Paris)
- Verdi-Quartett (Köln)
- Vermeer Quartet (Chicago)
- Vertavo String Quartet (Norwegen)
- Vigato Quartett (Hannover)
- Vision String Quartet (Berlin)
- Vlach-Quartett (Tschechien)
- Vogler-Quartett (Berlin)

## W
- Weller-Quartett (Wien)
- Wendling-Quartett (Stuttgart) (1911–1944)
- Wieniawski-Quartett (Poznań, Polen)
- Wilanow-Quartett (Warschau)
- Wittenberg-Streichquartett (1913) (Berlin)

## Y
- Quatuor Ysaÿe (1886) (Belgien)
- Quatuor Ysaÿe (1984) (Paris)

## Z
- Zagreb Quartett (* 1919)
- Zehetmair-Quartett